# Margut
Margut är en kommun i departementet Ardennes i regionen Grand Est (tidigare regionen Champagne-Ardenne) i nordöstra Frankrike. Kommunen ligger  i kantonen Carignan som ligger i arrondissementet Sedan. År 2022 hade Margut 711 invånare.

## Befolkningsutveckling
Antalet invånare i kommunen Margut
Referens: INSEE